# Francesco D'Macho
Francesco D'Macho, pseudonimo di Oliviero Francesco Mori (Roma, 29 gennaio 1979), è un attore pornografico e regista pornografico italiano.

## Biografia
Nato e cresciuto a Roma, all'età di 25 anni si trasferisce a Londra.
Nel suo primo anno di attività nella pornografia gay, ha partecipato a 11 film, è apparso su oltre 5 copertine di riviste e ha ottenuto 2 candidature ai GayVN Awards.  
Oltre la carriera nel porno, si cimenta anche in altre attività, tra cui essere testimonial di una campagna sul sesso sicuro.
Il 23 maggio 2009 a Madrid, di fronte ad amici e parenti, si è unito in matrimonio con il compagno Damien Crosse. Dopo quattro anni la coppia si separa, continuando a lavorare assieme nella casa di produzione Stag Homme Studios.

## Filmografia
- Black & Blue (2006)
- Private Lowlife (2006)
- Black (2006)
- Trunks 3 (2006)
- Tough Stuff (2007)
- Communion (2007)
- Trunks 4: White Heat (2007)
- Jockstrap (2007)
- Verboten Part 2 (2008)
- Robert Van Damme Collection (2008)
- Backroom Exclusive 1 (2008)
- Backroom Exclusive 3 (2008)
- Paging Dr. Finger (2008)

- The Rider (2008)
- The Deal (2008)
- Woodwork (2008)

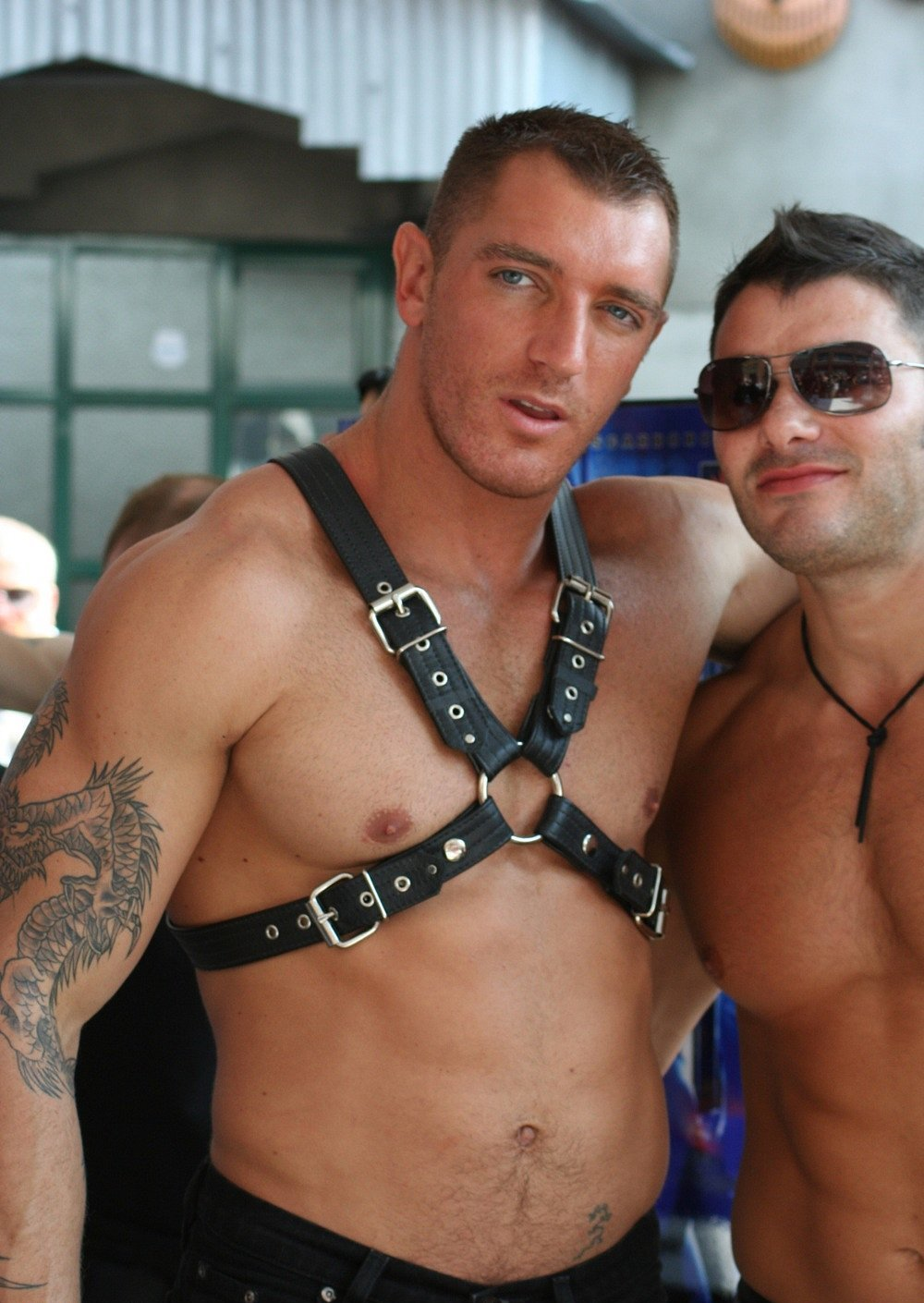
Francesco D'Macho alla Folsom Street Fair 2010.

- Porn Stars in Love (Raging Stallion) (2009)
- Focus/Refocus (Raging Stallion) (2009)
- Stag Fight (Raging Stallion/Stag Hommes) (2009)
- Stag Reel (Raging Stallion/Stag Hommes)(2010)
- L.A. Zombie (2010)
- Tales of the Arabian Nights (Raging Stallion) (2010)
- Giants - Part 1 (Raging Stallion) (2011)
- Giants - Part 2 (Raging Stallion) (2011)
- Cum in My Face (Raging Stallion/Stag Hommes) (2011)
- Contatto - Stag Homme #8 (Raging Stallion/Stag Hommes) (2011)
- Madrid Bulls (Raging Stallion/Stag Hommes) (2011)
- Cum in My Face 2 (Raging Stallion/Stag Hommes) (2012)
- Orgies Part 2 (Kristen Bjorn) (2012)
- Addicted (Raging Stallion) (2013)
- Stag Affairs (Raging Stallion/Stag Hommes) (2013)
- Spunk Rush (Raging Stallion/Stag Hommes) (2013)
- Sexo en Barcelona, part 1 (Raging Stallion) (2013)

## Premi e riconoscimenti
- WEHO Awards 2007 - Best Newcomer
- Grabby Awards 2007 - Best Versatile Performer
- Grabby Awards 2008 - Best Cum Scene (Verboten, Part 2)
- European Gay Porn Awards 2008 - Best Actor
- Grabby Awards 2010 - Miglior scena di gruppo (con Damien Crosse, Steve Cruz, Wilfried Knight e Angelo Marconi)[2]